# 舍琳娜·扎多爾斯基
舍琳娜·蘿拉·扎多爾斯基（英語：Shelina Laura Zadorsky；1992年10月24日—）是一名加拿大足球員，在場上司職後衛。她曾隨加拿大女足參加2016年奧運會和2020年奧運會的女足比賽，分別奪得銅牌和金牌。